# 유리 나기빈
유리 마르코비치 나기빈(러시아어: Ю́рий Ма́ркович Наги́бин, 1920년 4월 3일 ∼ 1994년 6월 17일)은 러시아의 문학가이다.
나기빈이 태어난 1920년에 그의 아버지 키릴 알렉산드로비치 나기빈은 쿠르스카야 현의 봉기에 백군으로 참가한 것 때문에 총살당했고, 어머니 크세니야 알렉세예브나는 남편 친구였던 마르크 레벤탈과 혼인신고를 하고 나서 나기빈을 그의 아들로 입적했다. 그러나 마르크 레벤탈도 곧 유형을 떠나게 된다. 이로 인해 나기빈의 어머니는 나기빈이 8세 때 이혼을 하고, 1928년 작가 야코프 리카체프와 재혼하게 된다.
리카체프는 나기빈의 첫 번째 문학 선생이었다. 리카체프의 권유로 나기빈은 글을 쓰기 시작했고, 그의 영향 아래 독서 범위가 정해지고, 평생 그가 좋아했던 작가들인 마르셀 프루스트, 표도르 도스토옙스키, 니콜라이 레스코프, 이반 부닌, 안드레이 플라토노프 등의 작품들을 만나게 되었다.
이후 1950∼1960년대에 ‘농촌’ 단편들을 발표하면서 단편 작가로의 입지를 굳혔다. 그 후 1962년 중편 〈트루브니코프 인생의 페이지들〉을 발표했는데 이를 원작으로 한 영화 《위원장》(1964)이 대성공을 거두면서 시나리오 작가로도 활동하게 된다. 그는 30편 이상의 영화 시나리오를 썼는데, 특기할 만한 것은 그의 많은 시나리오 작품들이 자신의 작품을 각색한 것이라는 점이다.
1994년 나기빈 사후에 자신의 첫사랑을 소재로 했던 《다프니스와 흘로야. 개인숭배, 주의, 정체의 시대》, 어머니에 대한 회고와 그 시대상을 그렸던 《터널 끝의 어둠》, 장모와의 사랑을 다루었던 《금발의 장모》 등이 발표되자 과감한 성 묘사와 소재의 파격성 등이 사회와 문단에 파란을 일으키며 그에 대한 재평가가 시도되었다.
그는 젊었을 때 다섯 번 이혼하고 여섯 번 결혼했다. 1969년에 결혼한 마지막 부인과는 죽을 때까지 20여 년을 함께 살았다.

## 작품 목록
- 나기빈 단편집
- 금발의 장모

## 참고 자료
- 본 문서에는 지식을만드는지식에서 CC-BY-SA 3.0으로 배포한 책 소개글을 기초로 작성된 내용이 포함되어 있습니다.